# Wilbur L. Nelson
El Doctor Wilbur Lundine Nelson (nacido en 1904), trabajó en Smith Engineering Corporation en Kansas City, Misuri. También fue miembro de University of Tulsa - Kendallabrum (Tulsa, Oklahoma) desde 1930 a 1972. Fue Jefe de Departamento desde 1930 a 1954. 
Inicialmente fue profesor de la cátedra Petroleum Engineering hasta 1932, cuando se dividió el departamento y el Dr Nelson quedó como jefe de la cátedra Petroleum Refining. En 1939 el programa de refinación fue renombrado a Chemical Engineering quedando a cargo de Nelson hasta 1954. 
Su libro "Petroleum Refinery Engineering" publicado en 1936 rápidamente se transformó en una base definitiva internacional para el trabajo petrolero.
En 1954 fue nombrado Doctor en Ciencias (Honorary ScD) de University of Tulsa.
Editor técnico de la revista Oil and Gas Journal. En la década de 1960, el Dr. Nelson, en una serie de artículos en esta revista definió un índice de complejidad que permite comparar a las destilerías y se transformó en la base internacional necesaria para el logro de la eficiencia de estas empresas. La revista Oil & Gas Journal continúa calculando anualmente la complejidad de las refinerías con el índice de complejidad Nelson.

## Libros escritos
- Petroleum Refinery Engineering (1936)
- Petróleos crudos venezolanos (1951)
- Chemical Engineering Series (1958)
- Petróleos crudos de Venezuela y otros países (1959)
- Guide to Refinery Operating Costs - Process Costimating (1966)
- 102 Units of The Refiner's Notebook
- Questions on Technology
- The Nelson index and how it's computed